# San José de González
San José de González är en ort i Mexiko.   Den ligger i kommunen Abasolo och delstaten Guanajuato, i den centrala delen av landet, 280 km väster om huvudstaden Mexico City. San José de González ligger 1 693 meter över havet och antalet invånare är 855.
Terrängen runt San José de González är platt åt nordväst, men åt sydost är den kuperad. Runt San José de González är det ganska tätbefolkat, med 120 invånare per kvadratkilometer. Närmaste större samhälle är Abasolo, 6,0 km söder om San José de González. Trakten runt San José de González består till största delen av jordbruksmark.